# Monte Dort
Il Monte Dort (in lingua inglese: Mount Dort) è una montagna antartica, libera dal ghiaccio e alta 2.250 m, situata 4 km a ovest del Monte Clough, e che si protende sul fianco orientale del Ghiacciaio Amundsen, appena a sud della bocca del Ghiacciaio Cappellari, nei Monti della Regina Maud, in Antartide. 
Il monte fu scoperto e mappato per la prima volta dalla prima spedizione antartica guidata dall'esploratore polare statunitense Byrd (1928-30). 
La denominazione è stata assegnata dall'Advisory Committee on Antarctic Names (US-ACAN) in onore di Wakefield Dort, Jr., geologo dell'Università del Kansas in servizio alla Stazione McMurdo nell'estate 1965-66, e partecipante al programma di scambio di scienziati presso la giapponese Stazione Shōwa nell'inverno 1967.